# 陳遵嬀
陳遵嬀（ちん じゅんき、簡体字: 陈遵妫、1901年9月16日 - 1991年2月2日）は、中国の天文学者である。日本に留学して数学を学び、帰国して天文学の道に進むと、50年以上にわたり、中国の現代天文学の発展に貢献した。中央研究院・中国科学院天文研究所、北京天文館で天文学の普及や研究に尽力し、中国天文学会理事や、天文雑誌『宇宙』編集長などを歴任、中国独自の天文暦編纂にも功績があり、『中国天文学史』など多くの著作がある。

## 生涯
陳遵嬀は、字を志元といい、1901年9月16日に福建省福州市閩侯県で生まれた。幼少期は福州市で私塾に、それから新制度による小学校に通った。その後、北京で働く父親に従って北京へ出ると、北京畿輔中学、次いで北京師範大学附属中学で学んだ。少年時代は、同郷の思想家である厳復に強く感化され、科学技術で祖国に貢献することを志すようになった。
1921年、陳は日本に留学し、東京高等師範学校で数学科を履修する。日本で陳は、教育と科学に力を入れることで、明治維新後に列強の仲間入りした様を見聞し、一層中国の科学振興に努力することを決意する。この時期、陳は同朋の学友と結社をつくり、陽明学の説く知行合一の思想に傾倒した。また、留学中の夏休みに帰省した際、北京中央観象台長を務めていた天文学者で父親の友人でもある高魯と出会い、学んだ数学を天文学に活かすことを勧められ、天文書『图解天文学』を贈られた。これが、陳が天文学の道に進む契機となった。

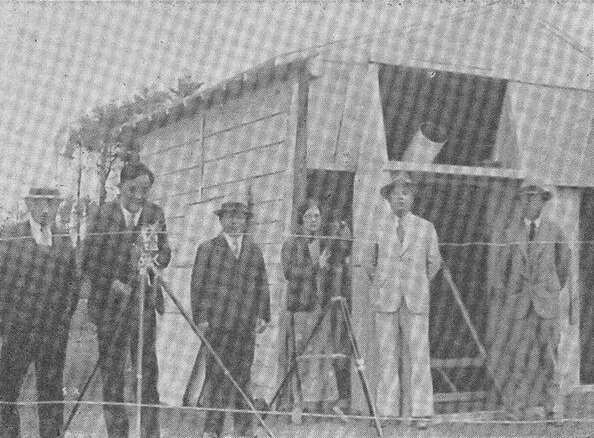
中国日食観測委員会の1936年北海道日食観測隊の写真、右から2番目が陳遵嬀。

1926年に東京高等師範学校を卒業した後、帰国した陳は北京女子高等師範学校の教授となり、北京師範大学数学科、河北省立農学院でも教鞭をとった。同時に、高魯の計らいで中央観象台の技師として働き、暦の編纂などに従事する。1928年に、中国中央研究院が南京の紫金山に天文研究所を設立すると、陳はその専任研究員として採用され、数学グループの主任を務めた。中央研究院時代には、1936年北海道、1941年甘粛省臨洮の日食観測隊に参加し、日食観測のみならず、変光星観測や観測データの収集整理に当たり、中国における現代的な天文学研究の基礎を築くのに貢献した。
1937年、日中戦争が始まると、天文研究所は物資の不足や資金難に苦しんだが、陳はその中で業務の継続に尽力し、編集長をしていた雑誌『宇宙』の発行も途切れさせなかった。またこの年、国際天文学連合から中国古天文学の資料収集を委任された京都大学花山天文台の山本一清から協力要請を受けた際、陳は自国の文物を他国の人間に委ねる動きに憤慨し、以来自ら率先して中国古代の天文資料収集を始めた。戦局により南京を離れることになった後は、昆明の鳳凰山天文台（後の雲南天文台）建設に携わり、機器や蔵書を昆明へ輸送する任に当たった。
戦後、陳は中央研究院天文研究所の所長代理となり、紫金山天文台の復旧の責任者として働いた。またその前後、中国天文学会の事務局長や変光星観測委員会、日食観測委員会の委員、国立編訳館天文用語委員会委員などを務めた。この当時、国際天文学連合の会員になった最初の中国人天文学者は、たった4名であったが、そのうちの1人が陳であった。1949年に体制が変わり、中華人民共和国となった際、陳はこれを歓迎し、引き続き紫金山天文台で研究員を務め、上海の徐家匯天文台の台長を兼務した。
1955年、中国科学院の副院長に招かれ、北京天文館準備室長となって天文館の建設に参画し、1957年の開館後は初代館長に就任した。並行して、北京古観象台を北京天文館に編入し、修繕して再公開する企画にも尽力した。1957年、中国では反右派闘争が起こっており、多くの知識分子が弾圧された間、陳は国外にいて闘争の渦中にはなかったが、帰国後にこれを憂いて中国共産党に意見をしたところ、陳もまた右派のレッテルを貼られ、天文館長や『宇宙』誌編集長の座を降ろされた。
陳はそれでも、天文館の事業に献身し、天文普及のために執筆活動をこなした。また、中国独自の天文暦の編纂、発行を強く訴え続け、1964年にようやく紫金山天文台が『中国天文年暦』を編纂したことで、外国製の天文暦依存の時代を終わらせた。反右派闘争における「右派」の名誉回復がなされた後、陳は再び天文館長に任じられた。
70歳を迎える頃、陳は中国天文学の資料をまとめ、『中国天文学史』の編纂に着手した。70代後半にもなると、陳は持病を悪化させ、片目の視力を失いもう一方の視力も衰えたが、意欲は衰えることなく、9年がかりで『中国天文学史』第1冊を出版し、そこからさらに10年近くかけて、全4冊を刊行した。
陳は、最晩年まで執筆活動、若い科学者や天文愛好者への助言や指導、北京天文館の事業への協力など、精力的に活動した。そして1991年2月2日、陳遵嬀は病のため亡くなった。

## 業績

### 北京天文館
1955年に北京天文館の建設構想ができた直後から、陳はその責任者となった。北京天文館は、中国初のプラネタリウムを中心とした施設である。国外でのプラネタリウムの多くは、いわばドーム型の映画館のような性質で、中国では「天象館」と称される存在であったが、陳は「天文館」という名称を提案し、普及と研究を一体として、特に教育に注力することにこだわった。同僚たちも陳の構想に賛同し、北京天文館はプラネタリウムを中心として、天文台、気象台、博物館、学習施設を備えた中国随一の施設として建設され、1957年9月29日に開館した。

### 執筆活動
天文普及に積極的であった陳は、その生涯で30を超える著書を執筆し、新聞や雑誌にも100を超える記事を寄稿している。陳の著作を入口として、天文学の世界に足を踏み入れた者も多い。
中央研究院天文研究所の専任研究員となって間もなく、1930年には『流星論』を出版している。その後、『宇宙壯觀』（1935年）、『天文學概論』（1935年）、『天文学家名人傳』（1935年）、『恒星图表』（1937年）、『大學用天文學』（1945年）、『日食簡説』（1946年）など、次々と著書を出版していった。
陳が生涯をかけて執筆に臨んだのが、中国天文学史に関する著作で、山本一清の書簡に憤慨して中国古代の天文資料収集に励んで以降、2年以上をかけて『中国天文発達史』を編纂したが、これは戦火によって原稿が失われ、日の目をみなかった。しかし、この仕事を基に改めて執筆した『中国古代天文学簡史』が、1955年に出版された。この本は国内外の関心を集め、ロシア語訳を始め、何ヶ国語かの訳書が出版され、ジョゼフ・ニーダムの『中国の科学と文明』にも引用されている。その後、『中国古代天文学成就』（1955年）、『清朝天文儀器解説』（1956年）を次々発表する。そして晩年、『中国古代天文学簡史』を改定して、『中国天文学史』を編纂することになる。『中国天文学史』は、正確を期すため、上海の史学家王蘧常の査読も受け、入念な準備の末に出版された。4分冊で、合計2300ページ、170万語に及ぶ大著である。

## 関連文献
- 陈, 永汶 (2007), 行走天穹 : 中国现代天文学家陈遵妫传, 北京市: 华文出版社